# Карл Теодор фон Пілоті
Карл Теодор фон Пілоті (нім. Carl (Karl) Theodor von Piloty; 1 жовтня 1826, Мюнхен — 21 липня 1886) — німецький художник.

## Біографія
Народився в родині художника.
З 1840 року навчався у мюнхенській Академії образотворчих мистецтв у Юліуса Шнора фон Каролсфельда.
Протягом 1847—1858 років відвідав Італію, Бельгію, Францію.
З 1856 року — професор класу історичного живопису у мюнхенській Академії образотворчих мистецтв. З 1874 року — директор Академії.
Помер 21 липня 1886 року в місті Амбах на озері Штарнбергер (тепер — Мюнсінг).

## Творчість
Писав картини на історичні й літературні сюжети. Серед його учнів багато німецьких та європейських майстрів, таких як: Франц фон Ленбах, Франц Дефреггер, Рудольф Епп, Ганс Макарт, Вільгельм Лейбль, Габріель фон Макс, Георгіос Якобідес, Рудольф фон Зейтц і Едуард фон Грютцнер.
Протягом усієї творчості створював полотна в дусі костюмованої європейської історичної картини, що зблизилась у середині XIX століття з побутовим живописом. Великий успіх на Міжнародних виставках у Парижі (1856, 1867) мали полотна художника з серії, присвяченої подіям німецької історії часів Тридцятирічної війни: «Сені перед трупом Валленштейна» (1855, Мюнхен, Нова пінакотека) і «Похід Валленштейна у Егер» (1861, Бауцен, Міський музей). Переконливе трактування психологічного стану героїв, сценічність композиційного рішення, історично достовірна передача середовища висунули Пілоті в коло провідних європейських майстрів історичного жанру. Полотна художника «Галілей у темниці» (1861, Кельн, Музей Вальраф-Рихарц-Людвіг), «Колумб відкриває Америку» (1866, Мюнхен, галерея Шака), «Туснельда» (1869—1870, Мюнхен, Нова пінакотека), "Смерть Олександра у Вавилоні (1886, Берлін, Державний музей) виконані у театралізованій манері академічного історичного живопису.
Монументальний твір Пілоті «Алегорія Мюнхена» доступний для відвідувачів з 20 вересня 2004 р. у Великій залі Нової мюнхенської ратуші й за своїми розмірами (15,30 м × 4,60 м) вважається найбільшою картиною Баварії. На ній зображені 128 особистостей з історії міста Мюнхена. Вперше картина була представлена 21 липня 1879 р. в мюнхенської ратуші, однак з 1952 р. була переведена у сховище. Її реставрація почалася у 2000 р., тривала 4 роки і коштувала близько півмільйона євро.

## Родина
Батько Карла Теодора фон Пілоті — Фердинанд Пілоті (1786—1844) і його брат Фердинанд фон Пілоті (1828—1895) також були художниками.
Син Карла Теодора фон Пілоті — Оскар Пілоті, вчений-хімік, загинув у Першій світовій війні.

## Галерея

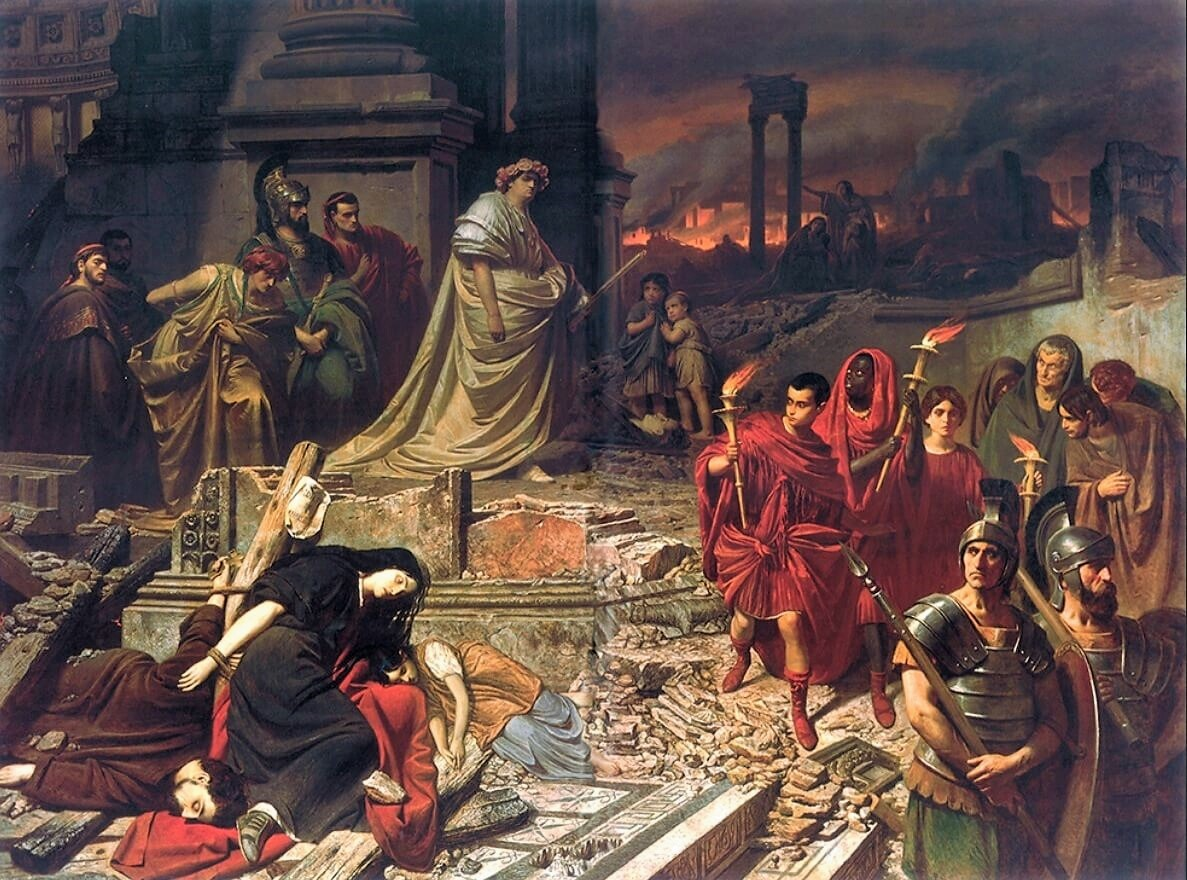
Нерон споглядає палаючий Рим (1861).
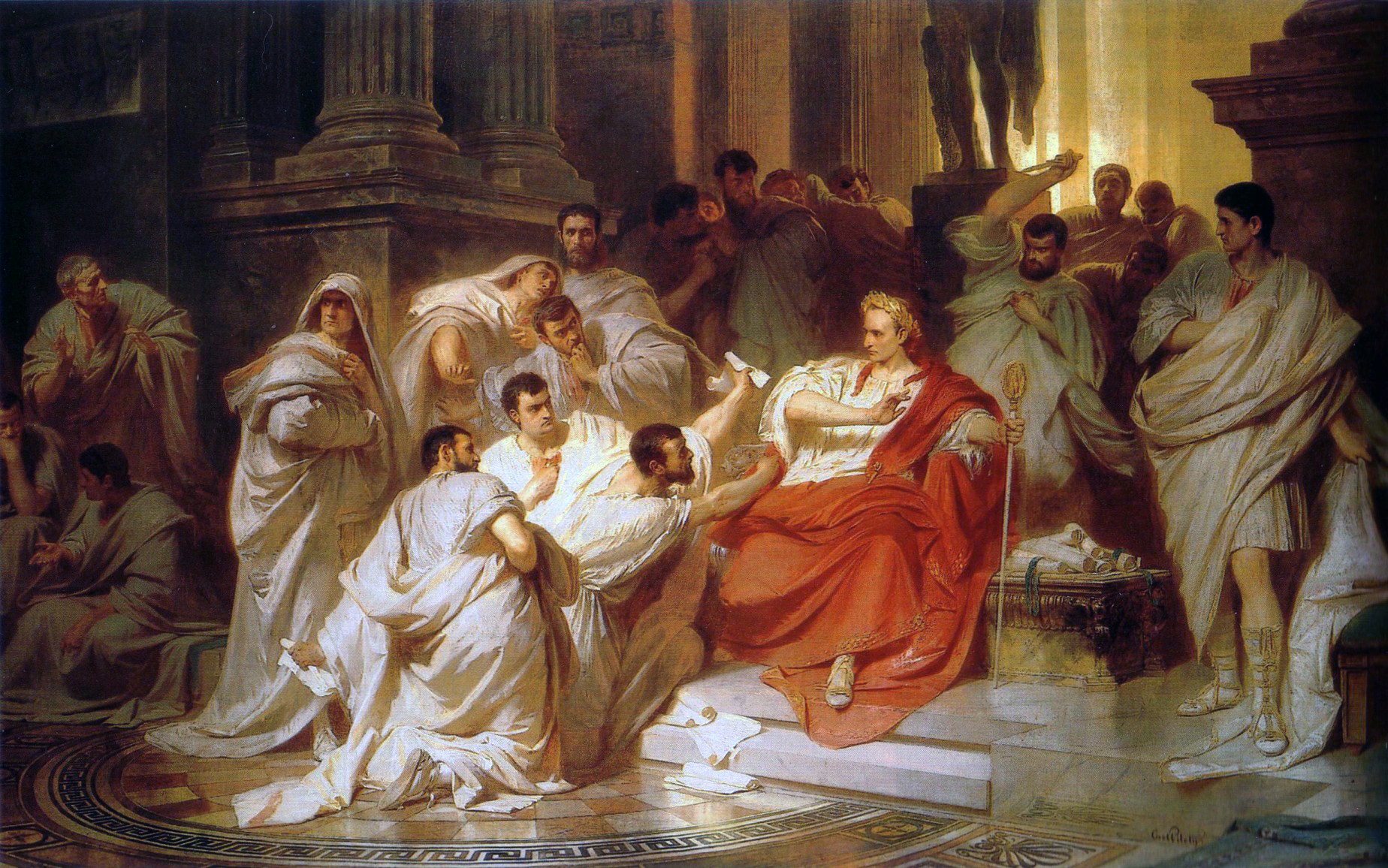
Смерть Цезаря (1865).
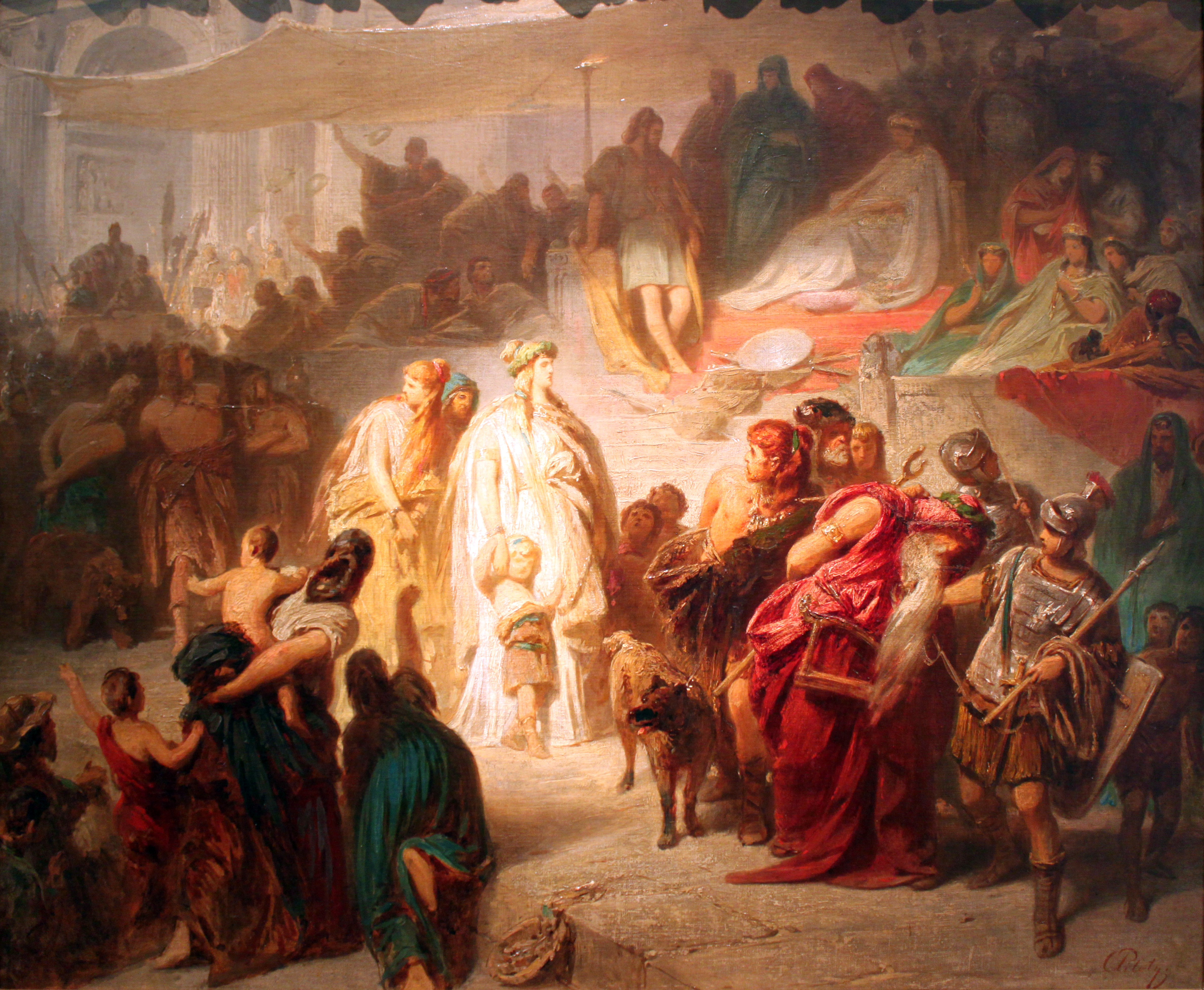
Туснельда в триумфальній ході Германіка (1867, також художник написав варіант цієї картини 18773 року[d]).